# Forêts côtières de la Cross, de la Sanaga et de Bioko
Localisation
Les forêts côtières de la Cross, de la Sanaga et de Bioko forment une écorégion terrestre définie par le Fonds mondial pour la nature (WWF), qui appartient au biome des forêts de feuillus humides tropicales et subtropicales de l'écozone afrotropicale. Elle comprend les plaines et les forêts côtières du bassin des rivières Cross (Sud-Est du Nigeria) et Sanaga (Sud-Ouest du Cameroun), ainsi que les basses terres de l'île de Bioko (Guinée équatoriale). La flore comprend un grand nombre de genres endémiques, mais se trouve fortement dégradée par les activités humaines comme l'exploitation forestière et l'agriculture.